# Terugdringen Recidive
Met het beleidsprogramma Terugdringen Recidive is het Nederlandse ministerie van Justitie in 2002 begonnen met een programma dat als doel heeft het verminderen van de kans op recidive bij volwassenen die na hun detentie weer strafbare feiten plegen. Het beleidsprogramma wordt uitgevoerd door de Dienst Justitiële Inrichtingen waar een of meerdere medewerkers van de afdeling Bureau Selectie- en Detentiebegeleiding en van MMD in samenwerking met onder andere reclassering werken aan re-integratie en recidivevermindering van justitiabelen. Het programma is een onderdeel van het Penitentiair Programma. Een gedetineerde is niet verplicht om deel te nemen aan het traject. Echter weigering betekent wel dat een gedetineerde geen recht meer heeft op verlof. Ook kan door succesvolle deelname aan dat programma worden besloten de gedetineerde eerder dan volgens de wettelijke voorwaardelijke invrijheidstellingsregeling invrijheid te stellen, onder voorwaarden en met een proeftijd. Gedetineerden hebben recht op het volgen van onderwijs en het deelnemen aan andere educatieve activiteiten. Daarbij geldt dat dit in verhouding staat met de aard en de duur van de detentie. Het moet bovendien passen bij de persoon.

## Aanleiding en achtergrond
Het TR-traject maakt deel uit van het Project Modernisering Sanctie-toepassing dat onderdeel is van het Veiligheidsprogramma van de Tweede Kamer. De uitvoering van het traject is opgedragen aan de Dienst Justitiële Inrichtingen, het gevangeniswezen en de drie reclasseringsorganisaties. Het TR-traject is gebaseerd op ervaringen uit het Verenigd Koninkrijk en Canada, hier spreekt men van de “What Works” benadering van het planmatig aanpakken van het terugdringen van recidive.

## Doelgroep
Voor deelname aan het traject komen in aanmerking gedetineerden die na veroordeling een strafrestant hebben van minstens vier maanden, en na verblijf in een penitentiaire inrichting terugkeren in de maatschappij, al dan niet via een zogenaamde drangvoorziening zoals opname in een afkickkliniek. Verder volgt de gedetineerde trainingen die toegesneden zijn op zijn persoonlijke omstandigheden. Enkele voorbeelden van trainingen die aan gedetineerden worden aangeboden zijn schuldhulpverlening en agressietraining.

## Doelstellingen
De doelstelling van het TR-traject is in de eerste plaats het terugdringen van recidive door (ex-)gedetineerden door middel van begeleiding en het volgen van cursussen, waardoor de kans op recidive vermindert. Dit wordt onder andere bereikt door:
- Betere diagnose van criminogene en risicofactoren van gedetineerden;
- Ontwikkeling en ruimere toepassing van effectieve interventies;
- Een meer transparante samenwerking tussen het gevangeniswezen en de reclasseringsorganisaties;
- Betere aansluiting op maatschappelijke vervolgvoorzieningen.

## Kernelementen TR

### Diagnose
Voordat een gedetineerde kan deelnemen aan het TR-traject is er eerst een uitgebreide diagnose gesteld van de gedetineerde aan de hand van een diagnose-instrument (RISc). Hiermee wordt vastgesteld aan welke criminogene factoren het herhaald delictgedrag ten grondslag ligt, zoals een drugsverslaving, werkloosheid, het ontbreken van huisvesting en gebrekkige cognitieve vaardigheden. Met dit meetinstrument kan het recidiverisico vrij goed in kaart worden gebracht.

### Gedragsinterventies
Gedurende het verblijf in de penitentiaire inrichting wordt het gedrag van de gedetineerde continue geïnventariseerd. Aan de hand van deze gegevens wordt het uiteindelijke traject vastgesteld, en waar nodig aandacht aan besteed.

## Samenwerking DJI/gevangeniswezen - reclassering
Een van de mogelijkheden bij deelname aan het TR-traject is de Voorwaardelijke invrijheidstelling. Nadat een gedetineerde vervroegd in vrijheid is gesteld zal deze gedurende een vastgelegde periode onder permanente begeleiding van de reclassering staan, en moeten voldoen aan de afspraken welke gesteld worden door reclassering. Onttrekking van deze afspraken leiden onherroepelijk tot opheffing van de vervroegde invrijheidstelling, en de gedetineerde zal alsnog zijn straf moeten uitzitten.

### Aansluiting maatschappelijke vervolgvoorzieningen
Een wezenlijk onderdeel van het TR-traject is de aansluiting op maatschappelijke vervolgvoorzieningen. In een vroegtijdig stadium zal de afdeling MMD een inventarisatie maken van de mogelijke problemen waarmee de gedetineerde te maken krijgt. Dit kan zijn het vinden van woonruimte, werk en inkomen, identiteitspapieren en schuldhulpbegeleiding, maar ook een eventuele opname in een afkickkliniek.